# Hortol
Hortol (biał. Горталь; ros. Гортоль) – agromiasteczko na Białorusi, w obwodzie brzeskim, w rejonie iwacewickim, w sielsowiecie Telechany.
Znajduje się tu parafialna cerkiew prawosławna pw. św. Pantelejmona.
W dwudziestoleciu międzywojennym miejscowość leżała w Polsce, w województwie poleskim, w powiecie kosowskim/iwacewickim, w gminie Telechany. Po II wojnie światowej w granicach Związku Sowieckiego. Od 1991 w niepodległej Białorusi.